# Гей Таліз
Гей Таліз (англ. Gay Talese, 7 лютого 1932), Оушен-Сіті, Нью-Джерсі, США) — американський журналіст і письменник.
До середини 1960-х років Таліз працював у The New York Times і був провідним автором, але не знайшов творчої сумісності з редакцією й перейшов до журналу Esquire. Найвідоміші нариси Гея Таліза — тонко деталізовані літературні портрети Френка Сінатри, Пітера О'Тула, Джо Ді Маджо, Діна Мартіна та Джо Луїса в Esquire. 2003 року його «Frank Sinatra Has a Cold» (1966) названо найвизначнішим твором в історії Esquire. Згідно з твердженням Тома Вулфа Гей Таліз належить до піонерів напрямку «нова журналістика».
Засновані на багаторічних дослідженнях книги Таліза «Шануй батька свого» (англ. Honor Thy Father, 1971), присвячена історії мафіозного клану Бонанно, та «Дружина близького твого» (англ. Thy Neighbor's Wife, 1981), провокаційний опис сексуальної революції у США, вважаються головними прикладами «нової журналістики».

## Дитинство та юність
Гей Таліз народився в курортному містечку Оушен-Сіті, штат Нью-Джерсі, в родині італо-американців. Його батько, кравець Джозеф Таліз, іммігрував з Калабрії 1922 року, мати Кетрін Таліз, до шлюбу Ді Паоло, працювала в бруклінському універсальному магазині.
Як згодом він сам напише в есе «Origins of a Nonfiction Writer» (1997), відчував себе маргіналом і аутсайдером, меншиною в меншині: італійський католик, що навчався серед ірландських католицьких чорниць та священиків в бідній парафіяльній школі на острові, керованому протестантською громадою.
Таліз відвідував середню школу в Оушен-Сіті і закінчив її 1949 року. Раптовий випадок в роки навчання визначив його подальшу кар'єру журналіста. Він був не дуже вправним спортсменом і, сподіваючись на вдячність і більшу поблажливість з боку тренера бейсбольної команди, взявся написати звіт про гру у місцевій газеті. Це сталося 1947 року, коли хлопцю було п'ятнадцять. Після семи статей він вже мав власну колонку у шкільній High School Highlights, а коли залишав Оушен-Сіті 1949 року, йому належало вже 311 спортивних статей і соціальних оглядів в місцевому щотижневику Ocean City Sentinel-Ledger
За спогадами Таліза, своєю технікою бесіди, що з роками допомогла йому провести низку успішних інтерв'ю з найрізноманітнішими людьми, він завдячує матері:
Я навчився [від матері] слухати з терпінням і увагою, і ніколи не переривати навіть тоді, коли люди мали великі труднощі в поясненні себе, бо під час таких невтішних і неточних моментів ... люди дуже показові — те, про що вони не бажають говорити, може багато чого розповісти про них. Їхні паузи, їхні ухилення, їхні раптові зміни предмету [розмови] були ймовірними індикаторами того, що їх бентежить, або дратує, або що вони вважають надто приватним чи необачним для розкриття іншій особі в цей час. Почув багато людей, які відверто обговорювали з моєю матір'ю те, чого раніше уникали — реакція, яка, на мою думку, менше залежала від її цікавого характеру або чутливих питань, ніж від їхнього поступового прийняття її як довіреної особи.
Оригінальний текст (англ.)
[I learned to listen with patience and care, and never to interrupt even when people were having great difficulty in explaining themselves, for during such halting and imprecise moments... people are very revealing — what they hesitate to talk about can tell much about them. Their pauses, their evasions, their sudden shifts in subject matter are likely indicators of what embarrasses them, or irritates them, or what they regard as too private or imprudent to be disclosed to another person at that particular time. However, I have also over-heard many people discussing candidly with my mother what they had earlier avoided — a reaction that I think had less to do with her inquiring nature or sensitively posed questions than with their gradual acceptance of her as a trustworthy individual in whom they could confide.
] Помилка: {{Lang}}: текст вже має курсивний шрифт (допомога)— Гей Таліз

## Навчання в коледжі
Після закінчення школи Таліз вивчав журналістику та історію в Університеті Алабами. Вже на першому курсі він став спортивним редактором університетської газети The Crimson-White і започаткував власну колонку, яку назвав «Sports Gay-zing».
На думку Тома Вулфа, вперше Таліз почав вибудовувати сцени у статті Esquire «Joe Louis: The King as a Middle-aged Man», але пошуки фірмового почерку і стилістичні експерименти почалися набагато раніше, під час навчання в коледжі, 1950—1953 роки. Вже в цей період Таліз почав використовувати у своїх репортажах літературні прийоми. Наприклад, в написаних в коледжі статтях вибудовані сцени з ретельними подробицями або автор без попередньої експозиції (In medias res) стрибає до центру події. Він багато читав Ірвіна Шоу, Карсон Маккалерс, Джона О'Хара, Ернеста Хемінгуея і Френсіса Скотта Фіцджеральда та прагнув застосувати отримані у цих письменників стилістичні засоби в публіцистиці. В той час, коли тематика традиційної журналістики орієнтувалася на переможців, Таліз приділяв найбільшу увагу маловідомим спортсменам та невдахам, тим, хто не отримав слави переможця, герої цікавили його меншою мірою.

## Репортер «Нью-Йорк Таймс»
Таліз закінчив коледж у червні 1953 року і, завдяки приятелю по коледжу, що познайомив його з редактором, влаштувався на роботу копібоєм у «Нью-Йорк Таймс». Першими непідписаними статтями Таліза були створені у вільний час і запропоновані редакторам історії, на кшталт нарису про людину, що керувала електронними білбордами на будівлях Таймс-Сквер («Times Square Anniversary», 2.11.1953). Далі були вже підписані статті про крісла-каталки на променаді в Атлантік-Сіті, якими користувалось 10 млн осіб на рік («Famous Rolling Chairs beside the Sea», 21.02.1954), про бродвейську зірку Керол Ченнінг, розкішний новий боулінг та пісні з бейсбольної тематики. Щоразу в буденних обставинах знаходилось щось цікаве, але позбавлене уваги і непомітне, допоки не потрапило під пильне око Гея Таліза.
На короткий час кар'єра Таліза в «Нью-Йорк Таймс» була перервана військовою службою. Під час Корейської війни всі студенти-чоловіки Університету Алабами паралельно з навчанням проходили підготовку в Корпусі підготовки офіцерів запасу (ROTC), де Таліз отримав звання другого лейтенанта. 1954 року його призвали до армії та відрядили до танкового корпусу в Форт-Ноксі, штат Кентуккі. Невдовзі далекого від техніки, але з певним журналістським досвідом Таліза перевели до Управління публічної інформації, де він зайнявся знайомою справою: відновив колонку «Fort Knox Confidential» в місцевій газеті «Inside the Turret» і продовжив свої літературні вправи.
1956 року Таліз повернувся до «Нью-Йорк Таймс» і отримав доручення вести спортивний розділ. Особливу увагу в цей час він приділяв висвітленню боксу і робив це з притаманною йому прискіпливістю та прагненням дослідити предмет до найменших деталей. Так, 1957 року Таліз написав першу з 38 окремих статей про чемпіона світу з боксу в суперважкій вазі Флойда Паттерсона. Працюючи над своєю знаменитою статтею «Лузер» (березень 1964), він жив з Паттерсоном в його тренувальному таборі і бігав поруч з ним доріжкою. «Я став майже внутрішньою фігурою його життя, — згадував Таліз. — Я був його другою шкірою». Успіхи Таліза були помічені керівництвом і 1959 року його відрядили до бюро в Олбані, для висвітлення діяльності губернатора Нельсона Рокфеллера і нью-йоркської Генеральної Асамблеї. Перехід від спортивної тематики до політичної став майже фатальним для кар'єри Таліза. Він звик до вільного існування спортивного репортера і вперше зіткнувся з обмеженнями, що накладалися в політичній публіцистиці, його статті щоразу піддавались значному редагуванню, це порушувало авторський зміст і відточену стилістику. Аби запобігти появі свого імені під відредагованими статтями, Таліз вдався до написання коротких, з 6 абзаців, статей. Це не лишилося непоміченим і було сприйнято редакторами як виклик сформованій системі цінностей «Нью-Йорк Таймс», за що Гея з ганьбою повернули до Нью-Йорку і, як покарання, змусили писати дрібні некрологи.
Вимушене заслання Таліза до відділу некрологів тривало рік. В цей час він активно шукав зручне місце для своїх статей поза межами «Нью-Йорк Таймс». Спочатку притулок йому надав Лестер Маркел, редактор недільного додатку The New York Times Magazine, для якого Таліз в 1959—1960 роках написав 12 статей. В липні 1960 року статтею «Нью-Йорк, Нью-Йорк» почалась співпраця Таліза з Esquire. Ця широко відома стаття складалася з майстерно зшитих десятків епізодів «непоміченого», опублікованих раніше в «Нью-Йорк Таймс». В жовтні 1960 року під назвою «Offbeat Wonders of New York» (укр. «Незвичайні чудеса Нью-Йорка» її було передруковано в «Рідерз дайджест», на її основі створено першу книгу Таліза «New York: A Serendipiter's Journey» (укр. «Нью-Йорк: Подорож Серендіпітера», 1961 р.). Ілюстрована безліччю фото «Подорож Серендіпітера» складалась з п'яти розділів: «Нью-Йорк — місто непомітних речей», «…анонімів», «…персонажів», «…дивних професій», «…забутих».
До цього ж часу належить створення іншої відомої книги Таліза, «Міст» (1964), що також почалася як репортаж «Нью-Йорк Таймс». 1 січня 1959 вийшла перша з 11 статей про нью-йоркські мости, в якій йшлося про будівництво моста Веррацано-Нарроуз, що з'єднує Бруклін і Стейтен-Айленд. 1960 року Таліз знов і знов повертався на міст і врешті-решт присвятив йому весь свій вільний час у наступні три роки, спостерігаючи за надзвичайним будівництвом і будівельниками. Таліз читав книги про будівництво мостів і мостобудівників, брав інтерв'ю у проектувальника Веррацано-Нарроуз і простих робітників, ходив по вузьких конструкційних балках, аби відчути небезпеку. «Я так регулярно перебував на мосту у свій неробочий час … , що практично вважався одним зі співробітників американської компанії Steel», — згадував він. Як наслідок, книга майже одностайно отримала схвальну реакцію критики. Журнальні й книжкові успіхи допомогли Талізу 1965 року остаточно і назавжди залишити «Нью-Йорк Таймс».

## ЖурналістEsquire
1965 року Таліз залишив «Нью-Йорк Таймс» і підписав однорічний контракт на 15 000 доларів з журналом Esquire.
Він цілком відпрацював отримані гроші. За цей рік Таліз, між іншим, написав такі згодом зразкові в журналістиці статті, як портрет-некролог письменника Олдена Вітмена «Mr. Bad News» (укр. «Містер Погані Новини», лютий 1966), літературний портрет Френка Сінатри «Frank Sinatra Has a Cold» (укр. «Френк Синатра застудився», квітень 1966), присвячену видатному бейсболісту Джо Ді Маджо «The Silent Season of a Hero» (укр. «Мовчазний сезон героя», липень 1966). З такими талановитими авторами, як Гей Таліз, Том Вулф і Норман Мейлер, цей період називають золотим віком Esquire. Таліз віддав належне тодішньому головному редактору, Гарольду Гейсу, особливо підкресливши надану авторам свободу: «…він знав як писати і ніколи не говорив вам, що ви повинні робити».

## Письменник
1967 року Таліз отримав від видавництва World аванс в розмірі 11 500 доларів на створення книги «The Kingdom and the Power» про історію і життя за лаштунками газети «Нью-Йорк Таймс» з особливою увагою до вашингтонського офісу в післявоєнні роки. Він вирішив не продовжувати свій контракт з Esquire і взявся до написання книги, що стала, за деякими оцінками, найбільшим художнім досягненням його творчості. Це була фундаментальна праця обсягом у 20 розділів, що розглядала «Нью-Йорк Таймс» як один з наріжних каменів американської традиції та істеблішменту. «The Kingdom and the Power» вважається першою «медіа книгою» сфокусованою на внутрішній роботі медіа-закладу та людях, що пишуть і створюють новини. Перша її публікація відбулася в січні-лютому 1969 року в журналі Harper's Magazine. В травні 1969 року, за шість тижнів до публікації окремим виданням, копія книги потрапила в редакцію «Нью-Йорк Таймс» і отримала нищівний відгук на її сторінках. Стаття мала зворотний ефект, привернула до книги увагу і стала початком широкої суспільної дискусії. Більшість оглядів були схвальними, Таліза запрошували на численні інтерв'ю в журналах і, як наслідок, «The Kingdom and the Power» стала бестселером і утримувалась в списку бестселерів протягом шести місяців.
Наступним проектом Таліза, що розвивався паралельно зі створенням «The Kingdom and the Power», була історія мафіозного клану Бонанно. Вперше побачивши Сальваторе «Білла» Бонанно, сина «дона» однієї з п'яти найвпливовіших «сімей» італо-американської мафії, 1965 року, Таліз захопився ідеєю книги, отримав аванс 30 000 доларів і впродовж чотирьох місяців писав листи, телефонував і відвідував його офіс, марно шукаючи інтерв'ю. Нарешті Бонанно погодився зустрітись з Талізом, а наступного тижня вони вже вечеряли разом з дружинами. 1966 року Білл Бонанно залишив Нью-Йорк і тільки 1969 року Таліз отримав запрошення до його будинку в Каліфорнії, де залишався допоки не зібрав необхідний матеріал. В пошуках інформації він також подорожував до Кастелламмаре-дель-Гольфо, Сицилія, на батьківщину боса клану Бонанно, Джозефа. «Honor Thy Father» побачила світ 1971 року і швидко стала бестселером. Вже у листопаді 1971 року було продано понад 200 000 примірників і замовлено додаткових 160 000. «Мій син був занадто відвертий з вами»,— сказав у телефонній розмові з письменником бос клану Джозеф Бонанно.
Дев'ять років Таліз витратив на створення книги «Thy Neighbor's Wife» (укр. «Дружина ближнього твого», 1980), присвяченої сексуальній революції та субкультурі вільного кохання в США. За ці роки автор знайшов і опитав сотні людей, які зголосилися на розповідь в книзі під реальними іменами, що вважалось ним принциповим. До цього він додав власні дослідження: керував «масажним салоном», брав участь у групових секс-вечірках, декілька тижнів жив у свінгерському клубі «Sandstone» в Каліфорнії, ледь не зруйнувавши власний шлюб. Книга стала найбільшим фінансовим успіхом автора і найбільшою критичною поразкою. Літературний світ був здивований і шокований, критика сприйняла книгу вкрай негативно, Талізу закидали аморальність, вузький погляд і відсутність повної картини сексуального життя. Зайва відвертість та нетрадиційні методи здобуття матеріалу одруженим чоловіком та батьком двох маленьких дочок викликали осуд і обурення громадськості. Реакція громади в рідному місті письменника змусила його продати будинок і ніколи більше не повертатись до Оушен-Сіті, аби захистити від наслідків публікації батьків, дружину і дітей.
Книга «The Voyeur's Motel» (укр. «Мотель вуайєріста», 2016) стала черговим випробуванням репутації Таліза, але цього разу сумніву було піддано фактичний бік матеріалу. У квітні 2016 року Гей Таліз опублікував в журналі The New Yorker частину майбутньої книги, заснованої на розповідях Джеральда Фуса, власника мотеля в місті Аврора, штат Колорадо, який десятки років підглядав за своїми гостями. 1980 року, невдовзі після публікації «Thy Neighbor's Wife», Фус зв'язався з письменником, оскільки вважав себе дослідником в тій самій царині. В наступні роки Таліз відвідував його в Аврорі, завоював довіру і отримав рукопис та багато додаткової іноформації стосовно життя Фуса. Після публікації статті в The New Yorker надану Фусом інформацію було поставлено під сумнів журналістом «The Washington Post» Полом Фархі. З'ясувалося, що, принаймні у два відрізки часу, описаних Фусом, йому не належав мотель і що вбивство, свідком і причиною якого начебто був Фус, ніде і ніколи не зафіксовано. Це дало підстави поставити під сумнів загалом всю історію Фуса. Гей Таліз, звинувачений у використанні неправдивих тверджень Фуса і відсутності належної перевірки матеріалу, повідомив, що не збирається просувати цю книгу на тлі питань щодо її правдивості. Попри це, в липні 2016 року книга вийшла друком у видавництві Grove Press.В своїх наступних інтерв'ю Таліз відмовилася від попередніх слів і запевнював, що попри невідповідності, виявлені «The Washington Post» і ненадійність Джеральда Фуса як джерела, загалом викладена історія є достовірною.

## Вибрана бібліографія

### Книги
- «New York: A Serendipiter's Journey» (Harper & Row, 1961)
- «The Bridge: The Building of the Verrazano-Narrows Bridge» (Harper & Row, 1964)
- «The Overreachers» (Harper & Row, 1965)
- «The Kingdom and the Power» (World, 1969)
- «Fame and Obscurity: Portraits» (World, 1970)
- «Honor Thy Father» (World, 1971)
- «Thy Neighbor's Wife» (1981)
- «Unto the Sons» (Knopf, 1992)
- «Writing Creative Nonfiction: The Literature of Reality» з Барбарою Лаунсберрі (HarperCollins, 1995)
- «The Gay Talese Reader: Portraits and Encounters» (Walker & Company, 2003)
- «A Writer's Life» (Knopf, 2006)
- «The Silent Season of a Hero: The Sports Writing of Gay Talese» (Walker & Company, 2010)
- «The Voyeur's Motel» (Grove Press, 2016)

### Статті
- Joe Louis: The King As a Middle-Aged Man. Esquire (англ.). 1 червня 1962. Архів оригіналу за 2 жовтня 2019. Процитовано 21 травня 2019.
- Looking for Hemingway. Esquire (англ.). 1 липня 1963. Архів оригіналу за 14 травня 2016.
- The Loser. Esquire (англ.). 1 березня 1964. Архів оригіналу за 23 січня 2018.
- Frank Sinatra Has a Cold. Esquire (англ.). 1 квітня 1966. Архів оригіналу за 26 липня 2018.
- The Silent Season of a Hero. Esquire (англ.). 1 липня 1966. Архів оригіналу за 24 липня 2018.
- "Kingdoms, the Powers, and the Glories of The New York Times. Esquire (англ.). 1 листопада 1966. Архів оригіналу за 27 січня 2020. Процитовано 21 травня 2019.
- Charlie Manson’s Home on the Range. Esquire (англ.). 1 березня 1970. Архів оригіналу за 18 березня 2017. Процитовано 21 травня 2019.
- The Crisis Manager. The New Yorker (англ.). 24 вересня 2012. Архів оригіналу за 9 грудня 2017.
- The Voyeur's Motel. The New Yorker (англ.). 11 квітня 2016. Архів оригіналу за 11 липня 2018.}}